# Viajando con Chester
Viajando con Chester (en su quinta temporada, Chester in Love, y en las temporadas sexta a octava, Chester) es un programa de televisión español, de género periodístico, para su emisión en Cuatro. El formato, que está producido por Mediaset España junto a Vodevil TV (desde 2025) y anteriormente por La Fábrica de la Tele (2014-2023), es presentado por Risto Mejide, aunque durante la cuarta temporada (2015) fue presentado por la periodista Pepa Bueno.

## Historia y formato
El programa se centra en la información a través la entrevista a personajes de relevancia en la actualidad social. El programa, de emisión semanal, se estrenó el 23 de febrero de 2014.
Como curiosidad, cabe destacar que Chester es un sofá, el cual, en sus cuatro primeras temporadas, variaba su tapiz según los gustos y personalidad de cada invitado. Este sofá era posteriormente subastado y la recaudación obtenida, destinada a una causa benéfica elegida por cada personaje.
Tras cuatro temporadas en antena y, tras las bajas audiencias de la última emitida con Pepa Bueno, estuvo en el aire su renovación por una quinta temporada. Finalmente, el programa fue totalmente renovado en Cuatro con una nueva apariencia y un nuevo registro, además de público en plató y, contando con el regreso de Risto Mejide, su presentador original, al formato. En dicha temporada, el programa pasó a llamarse Chester in Love y en las temporadas sexta a octava, Chester. A partir de la novena temporada, volvió a emitirse en distintos lugares sin público y recuperó el nombre de Viajando con Chester.
En 2025, la producción del programa pasó a manos de Vodevil TV después de 95 emisiones con La Fábrica de la Tele.

## Episodios y audiencias

### Temporada 1: Viajando con Chester (2014)
| Nº (programa) | N.º (temp.) | Título              | Invitados                                  | Día de emisión | Audiencia        |
| ------------- | ----------- | ------------------- | ------------------------------------------ | -------------- | ---------------- |
| 1             | 1           | Talante o talente   | José Luis Rodríguez Zapatero Jorge Lorenzo | 23/02/2014     | 2 072 000 (9,5%) |
| 2             | 2           | La voz y la voz     | Miguel Ángel Revilla Iñaki Gabilondo       | 02/03/2014     | 1 800 000 (8,5%) |
| 3             | 3           | Ovejas descarriadas | Sor Lucía Caram Cristina Cifuentes         | 09/03/2014     | 1 477 000 (7,0%) |
| 4             | 4           | Exiliados           | Loquillo Iñaki Anasagasti                  | 16/03/2014     | 1 385 000 (6,6%) |
| 5             | 5           | Perdiendo el juicio | Rosa Rodero Elpidio José Silva             | 30/03/2014     | 1 015 000 (4,9%) |
| 6             | 6           | ¿Sí se puede?       | Oriol Junqueras Ada Colau                  | 06/04/2014     | 1 274 000 (6,6%) |

### Temporada 2: Viajando con Chester (2014)
| Nº (programa) | N.º (temp.) | Título                  | Invitados                              | Día de emisión | Audiencia        |
| ------------- | ----------- | ----------------------- | -------------------------------------- | -------------- | ---------------- |
| 7             | 1           | Supervivientes          | Luis del Olmo Pedro J. Ramírez         | 18/05/2014     | 1 279 000 (6,8%) |
| 8             | 2           | Valor y precio          | Pedro J. Ramírez Pau Gasol             | 25/05/2014     | 1 169 000 (5,9%) |
| 9             | 3           | Forma y fondo           | Dabiz Muñoz Rossy de Palma             | 01/06/2014     | 1 147 000 (6,1%) |
| 10            | 4           | Pasión o razón          | José Antonio Camacho Luis Rojas Marcos | 08/06/2014     | 971 000 (5,5%)   |
| 11            | 5           | Las ventas              | Toni Segarra Francisco Marhuenda       | 15/06/2014     | 1 367 000 (7,8%) |
| 12            | 6           | Travelling with Chester | Fabián Picardo José María Carrascal    | 22/06/2014     | 1 566 000 (9,9%) |

### Temporada 3: Viajando con Chester (2014)
| Nº (programa) | N.º (temp.) | Título                        | Invitados                                   | Día de emisión | Audiencia         |
| ------------- | ----------- | ----------------------------- | ------------------------------------------- | -------------- | ----------------- |
| 13            | 1           | Con el pie izquierdo          | Pedro Sánchez Joaquín Sabina                | 21/09/2014     | 1 881 000 (10,4%) |
| 14            | 2           | Querer es poder               | Pablo Iglesias Pedro García Aguado          | 28/09/2014     | 2 823 000 (14,5%) |
| 15            | 3           | Ganar perdiendo               | Rosa Díez Enhamed Enhamed                   | 05/10/2014     | 1 732 000 (8,9%)  |
| 16            | 4           | Padres, padrinos y padrastros | Arantza Quiroga José Antonio Marina         | 12/10/2014     | 1 131 000 (6,2%)  |
| 17            | 5           | Marujas al poder              | Jorge Javier Vázquez Celia Villalobos       | 19/10/2014     | 1 964 000 (9,7%)  |
| 18            | 6           | Barras y estrellas            | Josep-Lluís Carod-Rovira Martín Berasategui | 26/10/2014     | 1 271 000 (6,2%)  |
| 19            | 7           | Cara o cruz                   | Albert Rivera Bertín Osborne                | 02/11/2014     | 2 354 000 (11,2%) |
| 20            | 8           | Fronteras catalanas           | Xavier Ricou Francès Boyàs                  | 09/11/2014     | 1 438 000 (6,9%)  |
| 21            | 9           | A toro pasado                 | Fran Rivera María Belón                     | 16/11/2014     | 2 763 000 (12,8%) |
| 22            | 10          | Ni te cases, ni te embarques  | Melendi Alberto Garzón                      | 16/11/2014     | 2 114 000 (9,9%)  |
| 23            | 11          | Poderoso caballero            | Johan Cruyff Leopoldo Fernández Pujals      | 30/11/2014     | 1 514 000 (7,5%)  |
| 24            | 12          | Darle su merecido             | Lolita Flores Alberto San Juan              | 07/12/2014     | 1 633 000 (8,9%)  |
| 25            | 13          | Luces y sombras               | Luz Casal Cándido Méndez                    | 14/12/2014     | 1 356 000 (6,5%)  |
| 26            | 14          | Good bye Chester              | Marta Sánchez El Langui                     | 21/12/2014     | 1 915 000 (9,5%)  |

### Temporada 4: Viajando con Chester (2015)
| Nº (programa) | N.º (temp.) | Título                        | Invitados                            | Día de emisión | Audiencia         |
| ------------- | ----------- | ----------------------------- | ------------------------------------ | -------------- | ----------------- |
| 27            | 1           | Cola de león, cabeza de ratón | Felipe González José Coronado        | 12/04/2015     | 1 481 000 (7,5%)  |
| 28            | 2           | Míralos, míralo               | Ana Belén Víctor Manuel Willy Toledo | 19/04/2015     | 1 113 000 (5,6%)  |
| 29            | 3           | El club de la lucha           | Fernando Tejero Pablo Pineda         | 26/04/2015     | 1 468 000 (7,5%)  |
| 30            | 4           | Desde las estrellas           | Pedro Duque Amaya Valdemoro          | 03/05/2015     | 835 000 (4,5%)    |
| 31            | 5           | Asalto al poder               | Pablo Iglesias Albert Rivera         | 10/05/2015     | 1 790 000 (9,6%)  |
| 32            | 6           | Veteranos de guerra           | Cristina Cifuentes Ángel Gabilondo   | 17/05/2015     | 874 000 (4,9%)    |
| 33            | 7           | A corazón parado              | Alejandro Sanz Pedro Cavadas         | 31/05/2015     | 1 315 000 (7,6%)  |
| 34            | 8           | Creyentes                     | Ruth Lorenzo José Bono               | 07/06/2015     | 934 000 (5,2%)    |
| 35            | 9           | Patriarcas                    | Julio Anguita Farruquito             | 14/06/2015     | 1 001 000 (5,1%)* |
| 36            | 10          | El banquillo de los invitados | Fernando Grande-Marlaska Ana Torroja | 21/06/2014     | 880 000 (5,6%)    |
| 37            | 11          | Secretos de Palacio           | Susana Díaz Jaime Peñafiel           | 28/06/2015     | 708 000 (5,0%)    |
| 38            | 12          | Champagne y vino              | Joan Laporta Álvaro Palacios         | 07/07/2015     | 575 000 (3,7%)    |
| 39            | 13          | Cuentos de hadas              | Ada Colau Juan Rosell                | 12/07/2015     | 789 000 (5,9%)    |

- El programa 9 titulado Patriarcas fue emitido en dos partes y se puso la media final.

### Temporada 5: Chester in love (2017)
| Nº (programa) | N.º (temp.) | Título  | Invitados                                         | Día de emisión | Audiencia        |
| ------------- | ----------- | ------- | ------------------------------------------------- | -------------- | ---------------- |
| 40            | 1           | In love | Cristina Cifuentes Nacho Vidal Miguel Poveda      | 15/01/2017     | 1 416 000 (7,2%) |
| 41            | 2           | Stars   | Belén Esteban Gabriel Rufián Mónica Cruz          | 22/01/2017     | 1 445 000 (7,3%) |
| 42            | 3           | Sex     | Sor Lucía Caram Fernando Sánchez Dragó Erika Lust | 29/01/2017     | 1 319 000 (6,8%) |
| 43            | 4           | God     | Raúl Arévalo Padre Ángel Pilar Rahola             | 05/02/2017     | 1 535 000 (7,9%) |
| 44            | 5           | Money   | Pablo Echenique Javier Mariscal Josef Ajram       | 12/02/2017     | 1 551 000 (8,0%) |
| 45            | 6           | Survive | María Belón Carlitos Paéz Marta García            | 19/02/2017     | 1 796 000 (9,2%) |
| 46            | 7           | .EDU    | Eva Hache Esperanza Aguirre César Bona            | 26/02/2017     | 1 467 000 (8,0%) |
| 47            | 8           | Life    | Mercedes Milá Miguel Ángel Muñoz                  | 05/03/2017     | 1 764 000 (9,0%) |
| 48            | 9           | Times   | Dulceida Miguel Ángel Revilla                     | 12/03/2017     | 1 818 000 (9,3%) |

### Temporada 6: Chester (2017-2018)
| Nº (programa) | N.º (temp.) | Título     | Invitados                                        | Día de emisión | Audiencia        |
| ------------- | ----------- | ---------- | ------------------------------------------------ | -------------- | ---------------- |
| 49            | 1           | Miedo      | María Teresa Campos Antonio Pampliega            | 26/11/2017     | 1 765 000 (9,6%) |
| 50            | 2           | Man        | Pamela Anderson Pilar Eyre La Mari de Chambao    | 03/12/2017     | 1 466 000 (8,0%) |
| 51            | 3           | Dreams     | Jordi Cruz Edurne Pasaban                        | 10/12/2017     | 1 767 000 (9,2%) |
| 52            | 4           | Freedom    | Samanta Villar Jordi Mollá                       | 17/12/2017     | 1 533 000 (8,2%) |
| 53            | 5           | Beauty     | Alba Carrillo Nacho Duato                        | 21/01/2018     | 1 675 000 (8,6%) |
| 54            | 6           | Woman      | Lluís Llongueras C Tangana Joaquín Leguina       | 28/01/2018     | 1 309 000 (6,6%) |
| 55            | 7           | Posverdad  | Eduardo Inda Mila Ximénez                        | 04/02/2018     | 1 552 000 (7,6%) |
| 56            | 8           | Millenials | Eduardo Casanova Palomo Spain Antonio Escohotado | 11/02/2018     | 1 415 000 (7,4%) |
| 57            | 9           | Olé        | Santiago Segura Michael Robinson                 | 18/02/2018     | 1 532 000 (7,7%) |

- El programa 8 titulado Millenials fue emitido en dos partes y se puso la media final.

### Temporada 7: Chester (2018)
| Nº (programa) | N.º (temp.) | Título       | Invitados                                          | Día de emisión | Audiencia        |
| ------------- | ----------- | ------------ | -------------------------------------------------- | -------------- | ---------------- |
| 58            | 1           | No limits    | Jesús Calleja Javier Fernández                     | 29/04/2018     | 1 496 000 (8,5%) |
| 59            | 2           | Talent       | Javier Calvo Javier Ambrossi Enrique San Francisco | 06/05/2018     | 1 066 000 (5,9%) |
| 60            | 3           | Poder        | Laura Pausini Gloria Lomana                        | 13/05/2018     | 1 263 000 (6,8%) |
| 61            | 4           | Sapiens      | Christian Gálvez Andrés Aberasturi                 | 20/05/2018     | 1 299 000 (7,2%) |
| 62            | 5           | Mundial      | Andrés Iniesta                                     | 27/05/2018     | 1 748 000 (9,4%) |
| 63            | 6           | Confidencial | Pilar Urbano Jorge Dezcallar                       | 10/06/2018     | 1 341 000 (7,5%) |
| 64            | 7           | My way       | Irene Montero Carmen Lomana                        | 17/06/2018     | 1 248 000 (7,2%) |
| 65            | 8           | La culpa     | Leticia Dolera Santi Vila                          | 24/06/2018     | 1 150 000 (7,5%) |

### Temporada 8: Chester (2019)
| Nº (programa) | N.º (temp.) | Título     | Invitados                                   | Día de emisión | Audiencia        |
| ------------- | ----------- | ---------- | ------------------------------------------- | -------------- | ---------------- |
| 66            | 1           | Televisión | Jesús Vázquez Lydia Bosch                   | 13/01/2019     | 1 562 000 (8,3%) |
| 67            | 2           | Narcos     | Mª Victoria Henao José Antonio Vázquez Taín | 20/01/2019     | 1 572 000 (8,3%) |
| 68            | 3           | Army       | Paula Echevarría Margarita Robles           | 27/01/2019     | 1 161 000 (6,2%) |
| 69            | 4           | Satán      | James Rhodes Ramón González                 | 03/02/2019     | 1 110 000 (5,9%) |
| 70            | 5           | Smile      | Yolanda Ramos Josema Yuste                  | 10/02/2019     | 1 137 000 (6,0%) |
| 71            | 6           | Scandal    | Alaska Arcadi Espada                        | 17/02/2019     | 1 422 000 (7,6%) |
| 72            | 7           | Perdón     | Irene Villa Juan Carlos Quer                | 24/02/2019     | 1 384 000 (7,5%) |
| 73            | 8           | Franco     | Javier Cercas Cristina Almeida              | 03/03/2019     | 1 443 000 (7,7%) |
| 74            | 9           | Raíces     | Willy Bárcenas Manuel Valls                 | 10/03/2019     | 1 376 000 (7,4%) |
| 75            | 10          | Food       | Itziar Castro Joan Roca                     | 17/03/2019     | 1 286 000 (7,2%) |

### Temporada 9: Viajando con Chester (2023)
- A partir de la temporada 9 el programa dejó de titular los episodios.

| Nº (programa) | N.º (temp.) | Invitados                                                  | Día de emisión | Audiencia         |
| ------------- | ----------- | ---------------------------------------------------------- | -------------- | ----------------- |
| 76            | 1           | Cayetano Martínez de Irujo Mai Meneses                     | 17/01/2023     | 1 200 000 (11,1%) |
| 77            | 2           | Carmen Cervera Máximo Huerta                               | 24/01/2023     | 940 000 (9,5%)    |
| 78            | 3           | Sandro Rosell Gloria Trevi                                 | 31/01/2023     | 911 000 (8,2%)    |
| 79            | 4           | Marc Márquez Samantha Hudson                               | 07/02/2023     | 689 000 (6,6%)    |
| 80            | 5           | Bárbara Rey                                                | 14/02/2023     | 1 451 000 (13,7%) |
| 81            | 6           | Fayna Bethencourt Juan Carlos Unzué                        | 21/02/2023     | 963 000 (9,4%)    |
| 82            | 7           | Paul Burrel Jorge Drexler                                  | 28/02/2023     | 802 000 (7,5%)    |
| 83            | 8           | Luis Rubiales Miguel Ríos                                  | 07/03/2023     | 526 000 (5,1%)    |
| 84            | 9           | Carlos Latre Ara Malikian                                  | 14/03/2023     | 761 000 (7,4%)    |
| 85            | 10          | Jordi Alba Kike Sarasola                                   | 21/03/2023     | 556 000 (5,5%)    |
| 86            | 11          | Juan (Legionario en la Guerra de Ucrania) Lucía Etxebarria | 28/03/2023     | 565 000 (5,3%)    |
| 87            | 12          | David Trueba Esther Aranda                                 | 04/04/2023     | 448 000 (4,0%)    |
| 88            | 13          | Melani Olivares Javier Rigau Pelayo Díaz Pilar Rahola      | 11/04/2023     | 563 000 (5,4%)    |

### Temporada 10: Viajando con Chester (2023)
| Nº (programa) | N.º (temp.) | Invitados                        | Día de emisión | Audiencia      |
| ------------- | ----------- | -------------------------------- | -------------- | -------------- |
| 89            | 1           | Bigote Arrocet Javier Martín     | 01/11/2023     | 522 000 (6,8%) |
| 90            | 2           | Miguel Ángel Revilla Ken Follett | 08/11/2023     | 482 000 (5,3%) |
| 91            | 3           | Marina Castaño Marina Litvinenko | 15/11/2023     | 511 000 (5,6%) |
| 92            | 4           | Coque Malla Mario Sepúlveda      | 22/11/2023     | 335 000 (4,0%) |
| 93            | 5           | Mala Rodríguez Mago Pop          | 29/11/2023     | 439 000 (4,4%) |
| 94            | 6           | Malú Pedro Piqueras              | 06/12/2023     | 592 000 (6,3%) |

### Temporada 11: Viajando con Chester (2025)
| Nº (programa) | N.º (temp.) | Invitados                                   | Día de emisión | Audiencia      |
| ------------- | ----------- | ------------------------------------------- | -------------- | -------------- |
| 95            | 1           | Emiliano García Page                        | 05/05/2025     | 580 000 (6,6%) |
| 96            | 2           | Iker Jimenez Raquel Orantes                 | 12/05/2025     | 569 000 (7,1%) |
| 97            | 3           | Jorge Cadaval y César Cadaval Marina Rivers | 19/05/2025     | 399 000 (4,7%) |
| 98            | 4           | Antonio Orozco Laia Grassi                  | 26/05/2025     | 431 000 (5,3%) |
| 99            | 5           | Marc Bartra Estrella Morente                | 02/06/2025     | 328 000 (4,3%) |
| 100           | 6           | Luis Zahera Víctor Elías                    | 09/06/2025     | 363 000 (4,6%) |
| 101           | 7           | Paloma San Basilio Elvira Lindo             | 16/06/2025     | 350 000 (4,6%) |
| 102           | 8           | Rappel Pablo Álvarez                        | 23/06/2025     | 324 000 (4,4%) |

### Especiales
| Nº | Título                                  | Invitados | Día de emisión | Audiencia      |
| -- | --------------------------------------- | --- | -------------- | -------------- |
| 1  | Conversaciones en Fase Zero: Confinados | María Teresa Campos, Manuela Carmena, Andrés Iniesta, Javier Cercas, Javier Mariscal, Alfonso Reyes, Eudald Carbonell, Carlos Páez y Ricky Rubio | 06/05/2020     | 845 000 (5,8%) |

## Audiencia media de todas las temporadas
| Temporada                          | Fecha     | Programas | Cadena | Espectadores | Share |
| ---------------------------------- | --------- | --------- | ------ | ------------ | ----- |
| Temporada 1: Viajando con Chester  | 2014      | 6         | Cuatro | 1 503 000    | 7,1%  |
| Temporada 2: Viajando con Chester  | 2014      | 6         | Cuatro | 1 250 000    | 7,0%  |
| Temporada 3: Viajando con Chester  | 2014      | 14        | Cuatro | 1 849 000    | 9,2%  |
| Temporada 4: Viajando con Chester  | 2015      | 13        | Cuatro | 1 055 000    | 5,9%  |
| Temporada 5: Chester in love       | 2017      | 9         | Cuatro | 1 568 000    | 8,1%  |
| Temporada 6: Chester               | 2017-2018 | 9         | Cuatro | 1 557 000    | 8,1%  |
| Temporada 7: Chester               | 2018      | 8         | Cuatro | 1 326 000    | 7,5%  |
| Temporada 8: Chester               | 2019      | 10        | Cuatro | 1 345 000    | 7,2%  |
| Temporada 9: Viajando con Chester  | 2023      | 13        | Cuatro | 798 000      | 7,6%  |
| Temporada 10: Viajando con Chester | 2023      | 6         | Cuatro | 480 000      | 5,4%  |
| Temporada 11: Viajando con Chester | 2025      | 8         | Cuatro | 418 000      | 5,2%  |